# Rubén Castro
Rubén Castro Martín (Las Palmas de Gran Canaria, Canarias, 27 de junio de 1981) es un exfutbolista español que jugaba como delantero. Es el máximo goleador de la historia del Betis con 147 goles en 290 partidos. También es el primer jugador en número de partidos y el tercero en goles entre primera y segunda división. Asimismo se encuentra en primera posición en goles y segundo en partidos disputados de la Segunda División de España. El 7 de junio, tras una temporada inactivo, comunicó a través de una carta publicada en redes sociales que dejaba el fútbol profesional.

## Trayectoria
Nacido el 27 de junio de 1981 y criado en el barrio de La Isleta de Las Palmas de Gran Canaria, Rubén Castro es el menor de cinco hermanos, dos de los cuales, Álex y Guillermo, también han desarrollado carrera profesional como futbolistas.

### U. D. Las Palmas
Empezó a jugar en el Artesano, hasta que se incorporó a los alevines de la U. D. Las Palmas. Tras progresar en las categorías inferiores del club amarillo, debutó en el primer equipo en Primera División el 25 de febrero de 2001. Su eclosión llegó la siguiente campaña, especialmente después de marcarle dos goles a Iker Casillas, en el encuentro que la U. D. Las Palmas goleó al Real Madrid por 4-2. Sin embargo, esa temporada terminó con el descenso de su equipo a Segunda División.
La temporada 2003-04 se confirmó como una de las principales promesas de la Unión Deportiva Las Palmas al convertirse en el máximo goleador de la categoría de plata, con 22 goles. Sus tantos, sin embargo, no evitaron un nuevo descenso de la U. D. Las Palmas, esta vez a Segunda B.

### Deportivo de La Coruña

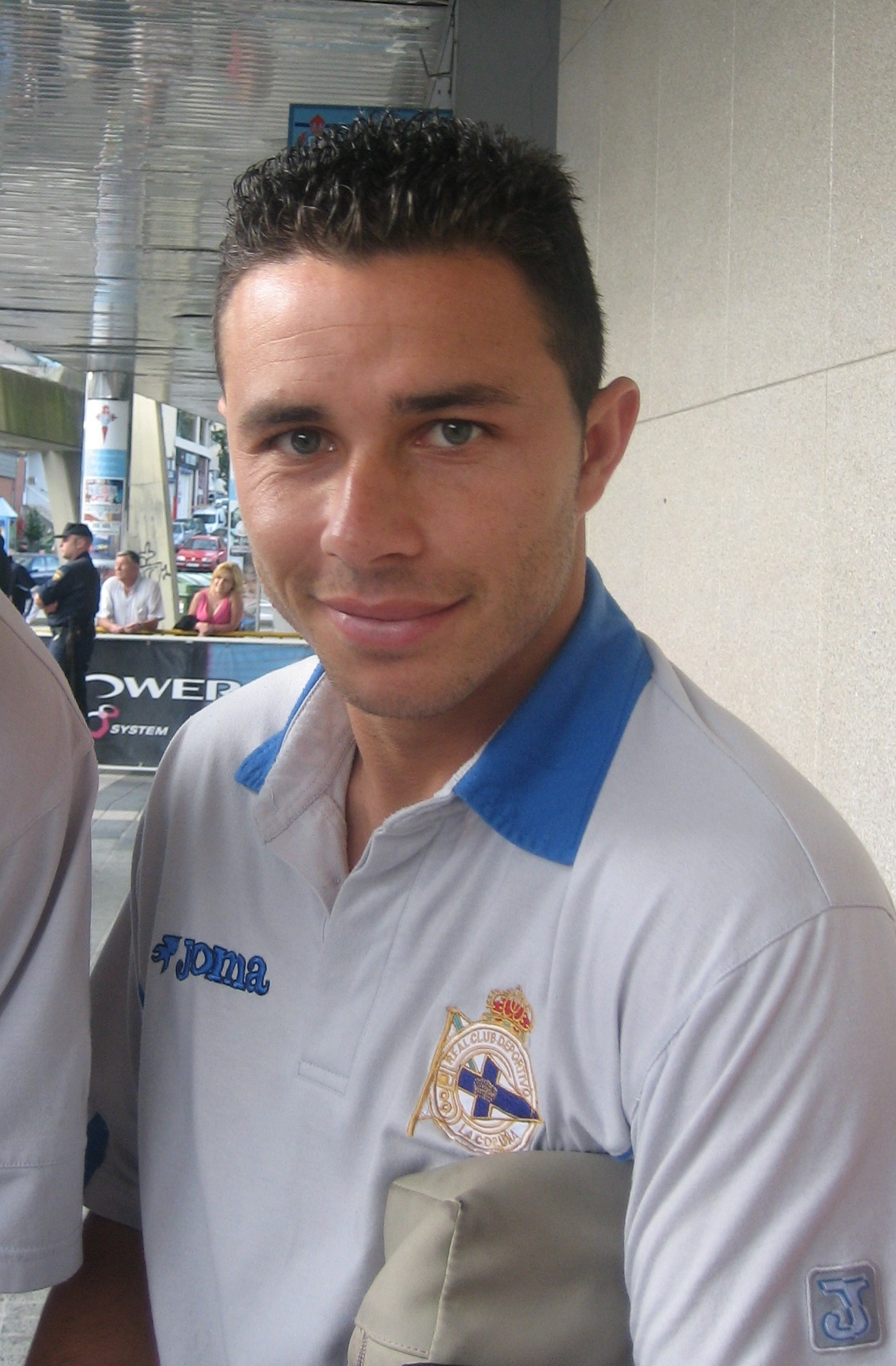
Rubén Castro durante su etapa deportivista.

En verano de 2004, fue contratado por el Real Club Deportivo de La Coruña, en una operación en la que también fue traspasado Momo, con la finalidad de eliminar la deuda que Las Palmas mantenía con el Deportivo por el fichaje del argentino Gabriel Schürrer por 3,6 millones de euros. Sin embargo, no encontró acomodo en el equipo coruñés, y empezó un peregrinaje por múltiples equipos, lo que frenó su progresión. La temporada 2004-05 actuó cedido en el Albacete Balompié en Primera División.
Regresó al Deportivo la temporada 2005-06, aunque no logró hacerse con la titularidad. A comienzos de la campaña 2006-07 volvió a ser cedido, esta vez al Racing de Santander, pero debido a la falta de oportunidades se marchó antes de la apertura del mercado invernal. Su nuevo destino fue el Nastic, donde comenzó muy bien, con tres goles en sus primeros tres partidos, aunque el club tarraconense sería relegado a final de temporada a Segunda División. En la temporada 2007-08 regresó al Deportivo, donde su participación fue prácticamente nula.
En la temporada 2008-09 jugó en Huesca en segunda división, donde llegó nuevamente cedido. Al final de la temporada vuelve al Deportivo de La Coruña pero finalmente recala en el Rayo Vallecano, donde cuajó un gran inicio de temporada a pesar de no conseguir el ascenso a la Liga BBVA.
La pretemporada 2010-11 la comenzó otra vez con el Deportivo de La Coruña, sin embargo el 2 de agosto de 2010 fue traspasado al Real Betis, que esa temporada militaba en Segunda División.

### Real Betis Balompié

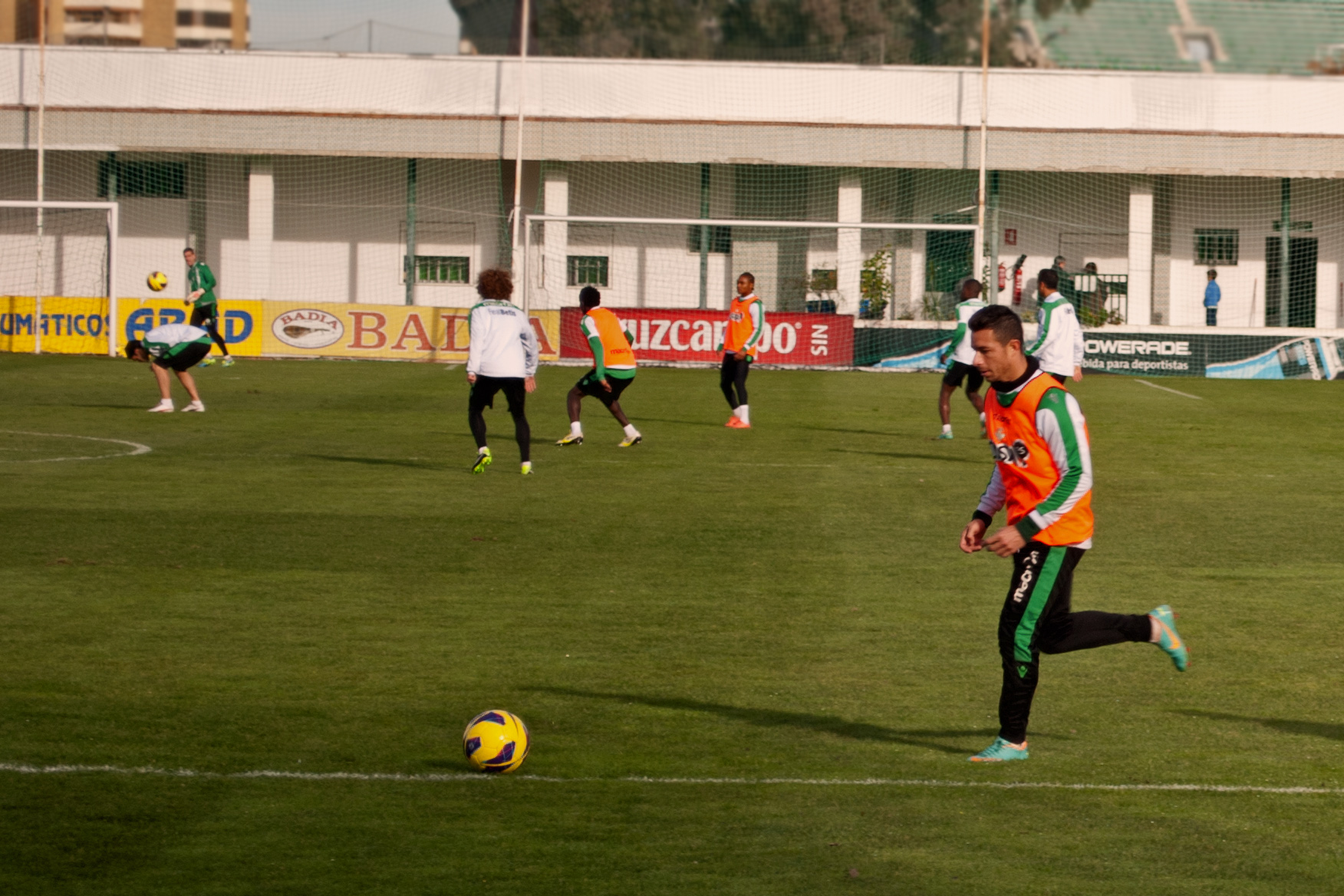
Rubén Castro durante un entrenamiento del Betis, en enero de 2013.

Con el Betis logró el ascenso a Primera División en su primera temporada, consiguiendo 27 goles, el segundo mejor registro de un jugador en una temporada. La temporada 2011-12 consiguió anotar 16 goles en la liga, máximo goleador de su club y tercero en el Trofeo Zarra. Además la UEFA lo consideró el delantero revelación de la liga española.
La temporada 2012-13 consiguió anotar 18 goles en la liga, y de nuevo por tercera vez consecutiva quedó como máximo goleador del club y de nuevo tercero en el Trofeo Zarra y se colocó el cuarto máximo goleador de la historia del Real Betis en liga. El 29 de agosto marcó su primer gol en competición europea abriendo una goleada del Real Betis al FK Jablonec por 6 a 0 y siendo cambiado en la segunda parte por lesión.
El 6 de diciembre de 2014, se convierte en el máximo goleador de la historia del club con 95 goles, al anotar en el Benito Villamarín el primer gol del Real Betis frente a la U. D. Almería en un encuentro de Copa del Rey, superando así a Manuel Domínguez, con 94 goles. En el momento de su marcha del club bético en 2018 era el máximo goleador de la historia del Betis con 147 goles en 290 partidos.

### Guizhou Hengfeng Zhicheng
En julio de 2017 se marchó cedido hasta enero, sin opción de compra al club de la Superliga de China Guizhou Hengfeng Zhicheng. Con el equipo chino marco su primer gol en un partido disputado contra el Chongqing Lifan.

### Regreso al Real Betis Balompié
El 1 de enero de 2018 regresó a la disciplina verdiblanca marcando en el partido contra el Leganés, en el cual salió del banquillo y pocos minutos después, marcó un gol que adelantó al Betis en el marcador y supuso la victoria del conjunto bético. Al final de la temporada rescindió su contrato tras ocho temporadas en el club Se marchó pues, como máximo goleador de la historia del Real Betis Balompié, y convertido en una de las leyendas del club.

### U. D. Las Palmas
Tras desligarse del Real Betis regresa a su ciudad natal, firmando dos temporadas con opción a una tercera por la U. D. Las Palmas. En la temporada 2019-20 anotó 15 goles en 24 partidos en la Segunda División de España. Pero, tras dos temporadas en el club isleño, en julio de 2020 renunció a la renovación contemplada en su contrato, quedando temporalmente sin equipo.

### F. C. Cartagena
El 12 de septiembre firmó por un año con el F. C. Cartagena de la Segunda División de España, debutó en la segunda jornada y anotó su primer gol en la derrota por 3-1 contra el C. D. Leganés en la tercera. El 13 de febrero de 2021 anotó su gol número 251 entre primera y segunda división de España, siendo el quinto jugador con más goles de la historia después de Leo Messi, Cristiano Ronaldo, Telmo Zarra y Quini. En mayo de 2021, a un mes de cumplir 40 años, se convierte en el segundo jugador de la historia de la liga española, contando primera y segunda división, que en más partidos distintos ha marcado un gol, habiendo marcado en 214 partidos distintos.
Terminó la temporada 2020-21 con 19 goles en 41 partidos, máximo goleador del F. C. Cartagena, equipo que mantuvo la categoría varias jornadas antes de que terminase la liga. En julio de 2021 renovó su contrato por una temporada más.

### Málaga C. F.
El 6 de julio de 2022 fichó por el Málaga C. F. de la Segunda División de España. Al terminar la temporada decidió no renovar con el Málaga. Tras un año inactivo colgó definitivamente las botas el 7 de junio de 2024.

## Selección nacional
Rubén jugó seis encuentros con la selección de fútbol sub-21 de España, en los que marcó cuatro goles.

## Controversias
El 28 de mayo de 2013 fue detenido por una presunta agresión a su expareja. Tras permanecer unas horas en las dependencias policiales fue puesto en libertad con cargos y orden de alejamiento. El 1 de diciembre de 2014 fue dictado un auto de procesamiento contra él por cuatro delitos de maltrato y otro de amenazas hacia su exnovia. Posteriormente el fiscal elevó la petición hasta 6 cargos por maltrato físico y psicológico hacia su exnovia.
La titular del juzgado de violencia sobre la mujer 3 de Sevilla, María del Rosario Sánchez Arnal, exigió el 23 de noviembre de 2016 al futbolista que depositara una fianza de 200.000 euros en el plazo de un día, según el auto de apertura de juicio oral que recogió el delantero, dos días después Rubén Castro pidió rebajar su fianza a 6.000 euros. El 27 de julio de 2017 fue absuelto de todos los cargos.

## Estadísticas
Actualizado al último partido jugado el 27 de mayo de 2023.
| U. D. Las Palmas · España       | 1.ª           | 2000-01       | 3   | 0   | -  | -  | -  | - | 3   | 0   | 0    |
| U. D. Las Palmas · España       | 1.ª           | 2001-02       | 29  | 5   | 2  | 1  | -  | - | 31  | 6   | 0,17 |
| U. D. Las Palmas · España       | 2.ª           | 2002-03       | 40  | 9   | 1  | 1  | -  | - | 41  | 10  | 0,22 |
| U. D. Las Palmas · España       | 2.ª           | 2003-04       | 40  | 22  | 0  | 0  | -  | - | 40  | 22  | 0,55 |
| U. D. Las Palmas · España       | Total club    | Total club    | 112 | 36  | 3  | 2  | -  | - | 115 | 38  | 0,39 |
| Albacete Balompié · España      | 1.ª           | 2004-05       | 22  | 3   | -  | -  | -  | - | 22  | 3   | 0,14 |
| Albacete Balompié · España      | Total club    | Total club    | 22  | 3   | 0  | 0  | 0  | 0 | 22  | 3   | 0,14 |
| Deportivo de La Coruña · España | 1.ª           | 2005-06       | 24  | 3   | 1  | 1  | 8  | 4 | 25  | 4   | 0,16 |
| Deportivo de La Coruña · España | Total club    | Total club    | 24  | 3   | 0  | 1  | 1  | 0 | 25  | 4   | 0,16 |
| Racing de Santander · España    | 1.ª           | 2006-07       | 1   | 0   | -  | -  | -  | - | 1   | 0   | 0    |
| Racing de Santander · España    | Total club    | Total club    | 1   | 0   | 0  | 0  | 0  | 0 | 1   | 0   | 0    |
| Nàstic de Tarragona · España    | 1.ª           | 2006-07       | 20  | 4   | -  | -  | -  | - | 20  | 4   | 0,20 |
| Nàstic de Tarragona · España    | Total club    | Total club    | 19  | 4   | 0  | 0  | 0  | 0 | 19  | 4   | 0,21 |
| Deportivo de La Coruña · España | 1.ª           | 2007-08       | 7   | 1   | 2  | 0  | -  | - | 9   | 1   | 0,11 |
| Deportivo de La Coruña · España | Total club    | Total club    | 7   | 1   | 0  | 2  | 0  | 0 | 9   | 1   | 0,14 |
| S. D. Huesca · España           | 2.ª           | 2008-09       | 41  | 13  | 1  | 1  | -  | - | 42  | 14  | 0,33 |
| S. D. Huesca · España           | Total club    | Total club    | 41  | 13  | 1  | 1  | 0  | 0 | 42  | 14  | 0,33 |
| Rayo Vallecano · España         | 2.ª           | 2009-10       | 42  | 14  | 2  | 1  | -  | - | 44  | 15  | 0,33 |
| Rayo Vallecano · España         | Total club    | Total club    | 42  | 14  | 2  | 1  | 0  | 0 | 44  | 15  | 0,33 |
| Real Betis · España             | 2.ª           | 2010-11       | 42  | 27  | 7  | 5  | -  | - | 49  | 32  | 0,65 |
| Real Betis · España             | 1.ª           | 2011-12       | 34  | 16  | 1  | 0  | -  | - | 35  | 16  | 0,46 |
| Real Betis · España             | 1.ª           | 2012-13       | 34  | 18  | 6  | 3  | -  | - | 40  | 21  | 0,53 |
| Real Betis · España             | 1.ª           | 2013-14       | 25  | 10  | 3  | 1  | 5  | 1 | 33  | 12  | 0,38 |
| Real Betis · España             | 2.ª           | 2014-15       | 42  | 31  | 4  | 1  | -  | - | 46  | 32  | 0,70 |
| Real Betis · España             | 1.ª           | 2015-16       | 38  | 19  | 2  | 0  | -  | - | 40  | 19  | 0,48 |
| Real Betis · España             | 1.ª           | 2016-17       | 35  | 13  | 1  | 0  | -  | - | 36  | 13  | 0,36 |
| Real Betis · España             | 1.ª           | 2017-18       | 10  | 1   | -  | -  | -  | - | 10  | 1   | 0,10 |
| Real Betis · España             | Total club    | Total club    | 260 | 135 | 24 | 10 | 5  | 1 | 289 | 148 | 0,51 |
| Guizhou Hengfeng China          | 1.ª           | 2017          | 11  | 7   | -  | -  | -  | - | 12  | 7   | 0,58 |
| Guizhou Hengfeng China          | Total club    | Total club    | 12  | 7   | -  | -  | -  | - | 12  | 7   | 0,58 |
| U. D. Las Palmas · España       | 2.ª           | 2018-19       | 41  | 15  | 1  | 0  | -  | - | 46  | 16  | 0,35 |
| U. D. Las Palmas · España       | 2.ª           | 2019-20       | 24  | 15  | 0  | 0  | -  | - | 24  | 15  | 0,62 |
| U. D. Las Palmas · España       | Total club    | Total club    | 65  | 30  | 1  | 0  | -  | - | 70  | 31  | 0,50 |
| F. C. Cartagena · España        | 2.ª           | 2020-21       | 41  | 19  | 1  | 0  | -  | - | 42  | 19  | 0,45 |
| F. C. Cartagena · España        | 2.ª           | 2021-22       | 41  | 20  | 1  | 0  | -  | - | 41  | 20  | 0,49 |
| F. C. Cartagena · España        | Total club    | Total club    | 82  | 39  | 2  | 0  | -  | - | 84  | 39  | 0,47 |
| Málaga C. F. · España           | 2.ª           | 2022-23       | 41  | 10  | 2  | 0  | -  | - | 43  | 10  | 0,23 |
| Málaga C. F. · España           | Total club    | Total club    | 41  | 10  | 2  | 0  | -  | - | 43  | 10  | 0,23 |
| Total carrera                   | Total carrera | Total carrera | 727 | 296 | 38 | 15 | 13 | 5 | 778 | 316 | 0,41 |
| 1. 2.                           |               |               |     |     |    |    |    |   |     |     |      |

## Palmarés

### Títulos nacionales
| Título           | Club       | País   | Año     |
| ---------------- | ---------- | ------ | ------- |
| Segunda Division | Real Betis | España | 2010-11 |
| Segunda Division | Real Betis | España | 2014-15 |

### Distinciones individuales
| Distinción                                           | Año       |
| ---------------------------------------------------- | --------- |
| Máximo goleador de la Segunda División (22 goles)    | 2004      |
| Máximo goleador de la Segunda División (32 goles)    | 2015      |
| Trofeo Zarra de Segunda División                     | 2015      |
| Máximo goleador histórico del Real Betis (147 goles) | 2014-act. |

### Récords
- Primer jugador en marcar en 5 jornadas consecutivas fuera de casa con el Real Betis Balompié.
- Primer jugador en marcar 18 o más goles en 2 temporadas diferentes en Primera División con el Real Betis Balompié.
- Tercer jugador con más goles anotados en Primera División y Segunda División con 288, tras Lionel Messi (474) y Cristiano Ronaldo (311).
- Jugador con más partidos disputados en Primera División y Segunda División con 717, tras superar a Nino, con 709.
- Jugador con más goles marcados en Segunda División con 195, tras superar a Nino, con 194.
- Jugador que ha marcado a más equipos diferentes en Primera División y Segunda División: 68.
- Goleador más veterano en las competiciones de clubes de la RFEF con 41 años y 295 días.